# نورییوکی هیگاشی‌یاما
نورییوکی هیگاشی‌یاما (انگلیسی: Noriyuki Higashiyama؛ زادهٔ ۳۰ سپتامبر ۱۹۶۶) یک خواننده، هنرپیشه، و رقصنده اهل ژاپن است. وی از سال ۱۹۷۹ میلادی تاکنون مشغول فعالیت بوده‌است.
از فیلم‌ها یا برنامه‌های تلویزیونی که وی در آن نقش داشته است می‌توان به نوزده اشاره کرد.